# アトミックサンダー
アトミックサンダーとは日本の競走馬。主な勝ち鞍に1998年の東京ダービー、戸塚記念。

## 戦績
1997年5月、木稲安則の所有馬として札幌競馬場のフレッシュチャレンジでデビューし、9着。2走目旭川競馬場のアタックチャレンジで初勝利を挙げる。その後8戦4勝の成績を挙げるが、勝つか4着以下という極端な成績であった。12月門別競馬場のウィナーズチャレンジで勝利をおさめたのち、船橋競馬場・川島正行厩舎に移籍、馬主も舛添要一に代わった。
1998年の南関東移籍初戦となったブルーバードカップでは中央競馬の武豊を鞍上に迎えて挑んだが、エスケイタイガーをとらえられず2着。川崎競馬場で行われたクラウンカップでは石崎隆之騎乗で1番人気に推されたが、ハードサインカラーの3着。船橋でのふじ特別1着を経て南関東クラシック戦線に乗り、羽田盃では先行したゴールドヘッドをとらえられず2着。二冠目の東京王冠賞では2番人気に推されたが、5番人気の伏兵ハカタビッグワンの逃げ切りを許し6着。迎えた東京ダービーでは石崎がゼンノブレイブに騎乗のため張田京に手綱が替わり、レースでは最後の直線で粘り込みをはかるゴールドヘッドをクビ差とらえ優勝。馬主の舛添は前年のサプライズパワーに続き、2年連続の東京ダービー優勝馬主となった。同年の戸塚記念優勝後、休養に入った。
その後、馬主の舛添が東京都知事選挙に出馬のため馬主資格を停止し、持ち馬をすべて手放すことになり本馬は大迫忍に売却されたが、以後出走することなく2001年4月1日付けで登録が抹消された。抹消後の消息は不明。

## 競走成績
以下の内容は、JBISサーチおよびnetkeiba.com、地方競馬全国協会に基づく。
| 年月日     | 競馬場   | 競走名               | 格     | 距離（馬場）  | 頭数 | 枠番 | 馬番 | オッズ（人気） | 着順 | タイム （上り3F） | 着差 | 騎手     | 斤量 （kg） | 勝ち馬/（2着馬）       |
| ---------- | -------- | -------------------- | ------ | ------------- | ---- | ---- | ---- | -------------- | ---- | ----------------- | ---- | -------- | ----------- | ---------------------- |
| 1997.05.15 | 札幌(公) | フレッシュチャレンジ |        | ダ1000m（稍） | 11   | 5    | 5    | 00.0（7人）    | 9着  | 1:04.6 (00.0)     | -2.1 | 小野望   | 53          | ウィングゲット         |
| 0000.07.15 | 旭川     | アタックチャレンジ   |        | ダ1000m（良） | 12   | 7    | 9    | 00.0（7人）    | 1着  | 1:05.0 (00.0)     | -0.2 | 小野望   | 53          | （ヘイセイエンゼル）   |
| 0000.08.19 | 旭川     | サラ系3歳            |        | ダ1000m（良） | 9    | 3    | 3    | 00.0（1人）    | 1着  | 1:03.2 (00.0)     | -0.4 | 小野望   | 53          | （サマニジョージ）     |
| 0000.08.19 | 帯広     | 北海道3歳特別        |        | ダ1200m（不） | 12   | 7    | 9    | 00.0（8人）    | 7着  | 1:16.0 (00.0)     | -1.1 | 小野望   | 53          | （ニシノアイランド）   |
| 0000.09.18 | 帯広     | ウィナーズチャレンジ |        | ダ1700m（重） | 12   | 6    | 8    | 00.0（10人）   | 8着  | 1:50.6 (00.0)     | -2.2 | 小野望   | 53          | ベストマリー           |
| 0000.10.02 | 岩見沢   | サラ系3歳オープン    |        | ダ1400m（良） | 8    | 7    | 7    | 00.0（4人）    | 1着  | 1:31.5 (00.0)     | -0.9 | 宮崎光行 | 54          | （イチノキング）       |
| 0000.10.16 | 岩見沢   | サラ系3歳オープン    |        | ダ1400m（稍） | 10   | 3    | 3    | 00.0（1人）    | 4着  | 1:29.8 (00.0)     | -0.6 | 廣森久雄 | 54          | オーバーウェルシー     |
| 0000.10.29 | 岩見沢   | ウィナーズチャレンジ |        | ダ1500m（不） | 10   | 6    | 6    | 00.0（4人）    | 1着  | 1:36.8 (00.0)     | -0.0 | 廣森久雄 | 54          | （ヘイセイアロング）   |
| 0000.12.10 | 門別     | 北海道3歳優駿        | GIII   | ダ1800m（不） | 12   | 7    | 10   | 00.0（12人）   | 6着  | 2:00.2 (00.0)     | -4.3 | 廣森久雄 | 55          | マイネルクラシック     |
| 0000.12.25 | 門別     | ウィナーズチャレンジ |        | ダ1700m（良） | 9    | 8    | 8    | 00.0（7人）    | 1着  | 1:49.5 (00.0)     | -0.2 | 山田和久 | 56          | （リードリズム）       |
| 1998.02.11 | 船橋     | ブルーバードC        | 南関G3 | ダ1600m（良） | 14   | 6    | 9    | 00.0（3人）    | 2着  | 1:42.6 (00.0)     | -0.3 | 武豊     | 55          | エスケイタイガー       |
| 0000.04.03 | 川崎     | クラウンC            | 南関G3 | ダ2100m（重） | 10   | 7    | 8    | 00.0（1人）    | 3着  | 2:18.1 (00.0)     | -0.5 | 石崎隆之 | 54          | ハードサインカラー     |
| 0000.04.30 | 船橋     | ふじ特別             |        | ダ1600m（良） | 7    | 3    | 3    | 00.0（1人）    | 1着  | 1:42.9 (00.0)     | -0.1 | 石崎隆之 | 56          | （アローセプテンバー） |
| 0000.05.13 | 大井     | 羽田盃               | 南関G1 | ダ1800m（稍） | 12   | 8    | 12   | 00.0（3人）    | 2着  | 1:55.2 (38.7)     | -0.3 | 石崎隆之 | 56          | ゴールドヘッド         |
| 0000.06.04 | 大井     | 東京王冠賞           | 南関G1 | ダ2000m（稍） | 14   | 5    | 8    | 00.0（2人）    | 6着  | 2:09.3 (38.8)     | -1.0 | 石崎隆之 | 56          | ハカタビッグワン       |
| 0000.07.09 | 大井     | 東京ダービー         | 南関G1 | ダ2400m（良） | 16   | 6    | 11   | 00.0（4人）    | 1着  | 2:34.3 (37.7)     | -0.1 | 張田京   | 56          | （ゴールドヘッド）     |
| 0000.09.09 | 川崎     | 戸塚記念             | 南関G3 | ダ2100m（稍） | 14   | 5    | 7    | 00.0（1人）    | 1着  | 2:17.3 (00.0)     | -0.1 | 張田京   | 57          | （ホクトオーロラ）     |

- 南関東限定重賞の格付けは、日刊競馬新聞社の記載に準拠[6]

## 血統表
| アトミックサンダーの血統      | アトミックサンダーの血統                        | アトミックサンダーの血統                        | （血統表の出典）                                | （血統表の出典） |
| 父系                          | パーソロン系                                    | パーソロン系                                    | パーソロン系                                    | [ § 2 ]          |
| 父 メジロティターン 1978 芦毛 | 父の父メジロアサマ 1966 芦毛                    | *パーソロン                                     | Milesian                                        | Milesian         |
| 父 メジロティターン 1978 芦毛 | 父の父メジロアサマ 1966 芦毛                    | *パーソロン                                     | Paleo                                           |                  |
| 父 メジロティターン 1978 芦毛 | 父の父メジロアサマ 1966 芦毛                    | *スヰート                                       | First Fiddle                                    | First Fiddle     |
| 父 メジロティターン 1978 芦毛 | 父の父メジロアサマ 1966 芦毛                    | *スヰート                                       | Blue Eyed Momo                                  |                  |
| 父 メジロティターン 1978 芦毛 | 父の母*シェリル 1971 鹿毛                       | *スノッブ                                       | Mourne                                          | Mourne           |
| 父 メジロティターン 1978 芦毛 | 父の母*シェリル 1971 鹿毛                       | *スノッブ                                       | Senones                                         |                  |
| 父 メジロティターン 1978 芦毛 | 父の母*シェリル 1971 鹿毛                       | Chanel                                          | Pan                                             | Pan              |
| 父 メジロティターン 1978 芦毛 | 父の母*シェリル 1971 鹿毛                       | Chanel                                          | Barley Corn                                     |                  |
| 母 クインヒメ 1984 黒鹿毛     | 母の父トウショウボーイ 1973 鹿毛                | *テスコボーイ                                   | Princely Gift                                   | Princely Gift    |
| 母 クインヒメ 1984 黒鹿毛     | 母の父トウショウボーイ 1973 鹿毛                | *テスコボーイ                                   | Suncourt                                        |                  |
| 母 クインヒメ 1984 黒鹿毛     | 母の父トウショウボーイ 1973 鹿毛                | *ソシアルバターフライ                           | Your Host                                       | Your Host        |
| 母 クインヒメ 1984 黒鹿毛     | 母の父トウショウボーイ 1973 鹿毛                | *ソシアルバターフライ                           | Wisteria                                        |                  |
| 母 クインヒメ 1984 黒鹿毛     | 母の母ユタカクイン 1977 黒鹿毛                  | *ファラモンド                                   | Sicambre                                        | Sicambre         |
| 母 クインヒメ 1984 黒鹿毛     | 母の母ユタカクイン 1977 黒鹿毛                  | *ファラモンド                                   | Rain                                            |                  |
| 母 クインヒメ 1984 黒鹿毛     | 母の母ユタカクイン 1977 黒鹿毛                  | ヒガシニシキ                                    | *フェリオール                                   | *フェリオール    |
| 母 クインヒメ 1984 黒鹿毛     | 母の母ユタカクイン 1977 黒鹿毛                  | ヒガシニシキ                                    | ツルミヒメ                                      |                  |
| 母系(F-No.)                   | プロポンチス(GB)系(FN:4-d)                      | プロポンチス(GB)系(FN:4-d)                      | プロポンチス(GB)系(FN:4-d)                      | [ § 3 ]          |
| 5代内の近親交配               | Sicambre＝Senones 4×4=12.5%, Hyperion 5×5=6.25% | Sicambre＝Senones 4×4=12.5%, Hyperion 5×5=6.25% | Sicambre＝Senones 4×4=12.5%, Hyperion 5×5=6.25% | [ § 4 ]          |
| 出典                          | 1. 2. 3. 4.                                     | 1. 2. 3. 4.                                     | 1. 2. 3. 4.                                     | 1. 2. 3. 4.      |